# Град Лозница
Град Лозница је град у Мачванском округу на западу Србије. По подацима из 2004. град заузима површину од 612 km² (од чега на пољопривредну површину отпада 35965 ha, а на шумску 19852 ha).
Средиште града је градско насеље Лозница. Град Лозница се састоји од 54 насеља. По подацима из 2011. године у граду је живело 79327 становника. Резултати пописа 2022. говоре о 72.062 становника. По подацима из 2004. природни прираштај је износио -1,3‰, а број запослених износи 17228 људи. У граду се налази 34 основних и 4 средње школе.

## Географија

### Географски положај и границе
Територија града припада регији доњег Подриња у подрегиону Јадар. Површина јој је 612 km² по чему је на 46. месту у Србији, и представља 0,5% укупне територије Србије.
Град Лозница административно припада Мачванском округу захватајући 19% његове територије. Пре устројства најновије административно-територијалне поделе 1991. године овај град је био општина и припадао је Подрињско-колубарском региону са 10,64% територије. То је географски посматрано био природнији оквир са ширим значајем за њену развојну позицију.
Смештен у приобаљу Дрине и крајњем западу Србије, град Лозница је у прошлости имао повољнији географски положај и ширу гравитациону зону него данас. Географски положај града Лознице лошији је у односу на Шумадију и Поморавље, али је бољи у односу на општине које се налазе узводније уз Дрину.
Граничи се са градом Шапцем и општинама Крупањ и Мали Зворник у централној Србији и општинама Бијељина и Зворник у Републици Српској. Границе су врло неодређене на југоистоку према Рађевини, односно општини Крупањ. У Рађевину спадају села на левој страни речица Ликодре, Костајника и Церове које теку ка Јадру. Од ушћа Ликодре граница иде на североисток и подгорину Влашића оставља Рађевини, а подгорину Цера Јадру.
Најсевернија тачка града Лознице налази се код Новог Села на 44°40’ СГШ, док је најјужнија тачка код села Горња Борина на 44°25’ СГШ.

### Физичке географске одлике
Градско подручје Лознице састоји се из 3 велике целине: планина Цер (висина 687m) и Иверак (висина 426m) на северу, долина река Јадар и Лешница у центру, и планина Гучево (висина 779m) и Борања (висина 856m) на југу. Подручје Лознице се налази на северном ободу Динарских планина, у прелазној зони ка Панонској равници. Западни део града припада алувијалној долини реке Дрине, при чему су Јадар и Лешница њене десне притоке; ова долина, која у подручју Лознице покрива 34,67km², простире се од Горње Ковиљаче до острва Кочица код Лешнице, а ширина јој је од 500 метара до 7 km. Планина Гучево уздиже се од долине Дрине до Белог врха (висина 692m) који је одваја од планине Борања. Ове планине су део ланца планина у региону Подриње-Ваљево. Дуге су петнаестак километара и широке између 8 и 10 km. Чине их стене из палеозоика и мезозоика: кречњачке стене из тријаса, доломит, глинац и пешчар. Лозница се налази на надморској висини од 142 m.

#### Хидрологија
Река Дрина, која представља западну границу града Лозница, је велика и значајна река ширег региона. Најзначајнија притока Дрине у подручју града је река Јадар, која је дала име Јадар области кроз коју протиче. Слив Јадра на територији града Лозница покрива 274,8km², што 30,7% његовог укупног слива. Јадар ту прима више притока: Брезовица, Раковица, Ступница, Коренита. Само урбано подручје града Лозница удаљено је 3 km од Дрине. Кроз њега протиче речица Штира. Штира је река која настаје од више изворишних кракова што долазе са падина Главице (703 m), Белега (692 m) и Лисине (657 m). Дужина Штире са главним изворишним краком Штира потоком износи 15,5 km. Површина слива је 43,4 km² а просечан протицај на ушћу у Дрину је 0,5 m³/s. Кроз Лозницу и Лозничко Поље корито Штире је регулисано. Долина је предиспонирана раседном линијом а састоји се од две кратке клисуре и три проширења. Штира са леве стране прима 17 а са десне стране 6 притока. Од њих је најдужа Сува Река.
Територија града Лозница располаже великим резервама подземних вода. Воде су доброг квалитета и најзначајнији су извор водоснабдевања становништва и индустрије Лознице и уопште насеља у граду. Најснажнији извори на градском подручју везани су за раседне пукотине на којима воде из дубина и са пространим областима храњења избијају на површину. Међу њима најснажнији је извор код манастира Троноша, чија је максимална издашност 5,5 l/s. Каптиран је у чесму „Девет Југовића", са десет „лула" из којих избијају снажни млазеви кристално чисте хладне воде. Извор је прави драгуљ и својеврстан природни и културно - историјски споменик.
Водно богатство и његову разноврсност на градском подручју употпуњују воде термоминералних извора. Појава ових извора везана је за бројне раседне линије, као и за некадашњу слабо изражену вулканску активност. На територији града постоји више извора термалне минералне воде, по чему су познате Бања Ковиљача и Бања Бадања. Најзначајније су воде Бање Ковиљаче, које се јављају у виду више извора, а према садржају растворених хемијских елемената сврстане су у алкално - муријатичне, гвожђевите воде и сумпоровите. Поред Бање Ковиљаче, значајна је и Бања Бадања, која се налази на јужној падини Иверка, у атару села Доња Бадања у долини реке Цернице. У њој постоје два извора: „Главни извор" сумпоровите воде и „Гвоздене воде".

### Становништво
По попису становништва 1981. године град је имао 84180 становника и био је на 17. месту, док је по попису становништва 1991. године са 86875 становника био на 29. месту у Србији. По густини насељености Лозница је са 142 становника по km² на 50. месту у Србији. Национална структура становништва је хомогена јер 94,1% чини српско становништво.

## Насеља
| - Лозница - Бања Ковиљача - Башчелуци - Брадић - Брезјак - Брњац - Велико Село - Воћњак - Горња Бадања - Горња Борина - Горња Ковиљача - Горња Сипуља - Горње Недељице - Горњи Добрић - Грнчара - Доња Бадања - Доња Сипуља - Доње Недељице | - Доњи Добрић - Драгинац - Зајача - Јадарска Лешница - Јаребице - Јелав - Јошева - Југовићи - Каменица - Клупци - Козјак - Коренита - Крајишници - Лешница - Липница - Липнички Шор - Лозничко Поље - Милина | - Ново Село - Пасковац - Плоча - Помијача - Рибарице - Руњани - Симино Брдо - Слатина - Стража - Ступница - Текериш - Трбосиље - Трбушница - Тршић - Филиповићи - Цикоте - Чокешина - Шурице |

## Администрација
Градоначелница Лознице је Драгана Лукић из странке СНС.

### Резултати локалних избора из 2016.
По резултатима избора за локалне органе власти у Србији, одржаним 2016, 59 места у градској скупштини Лознице расподељено је на следећи начин :
| Партија                                                 | Места |
| ------------------------------------------------------- | ----- |
| Српска напредна странка                                 | 34    |
| Социјалистичка партија Србије                           | 7     |
| Група грађана др. Зоран Николић                         | 6     |
| Одборници који не припадају ни једној одборничкој групи | 12    |

## Привреда
У раздобљу 1953—1957. овде је подигнута прва фабрика вискозе у бившој Југославији, „Вискоза“, у оквиру које је изграђено индустријско насеље.
На територији општине Лозница регистровано је и привређује 719 приватних — малих и средњих предузећа, 37 друштвених (до 30.11.2005. год. приватизовано 13 предузећа), 32 задруге и 2460 приватне предузетничке радње.
У структури регистрованих малих и средњих предузећа доминирају трговачка предузећа, док се индустријском делатношћу бави 1/4 од укупно регистрованих 80% од укупне индустријске производње представља прерађивачка индустрија која бележи раст код производње канцеларијских и рачунарских машина, текстилних предива и тканина, производња коже и израда предмета од коже, прерада папира, рециклажа, израда металних производа, производња хемијских производа, израда намештаја и сл.
Пољопривредна производња одвија се на укупно око 35.000 ha од чега на оранице отпада 29.000 ha, воћњаке 2.300 ha, ливаде 900 ha, пашњаке 2.800 ha. У ратарској производњи најзначајнија је производња житарица на 18.000 ha, индустријског биља на 1.000 ha, поврћа на 3.200 ha, крмног биља на 6.000 ha.